# Sertularia cupressina
Sertularia cupressina är en nässeldjursart som beskrevs av Carl von Linné 1758. Sertularia cupressina ingår i släktet Sertularia och familjen Sertulariidae. Det är osäkert om arten förekommer i Sverige. Inga underarter finns listade i Catalogue of Life.